# 考爾比芝士

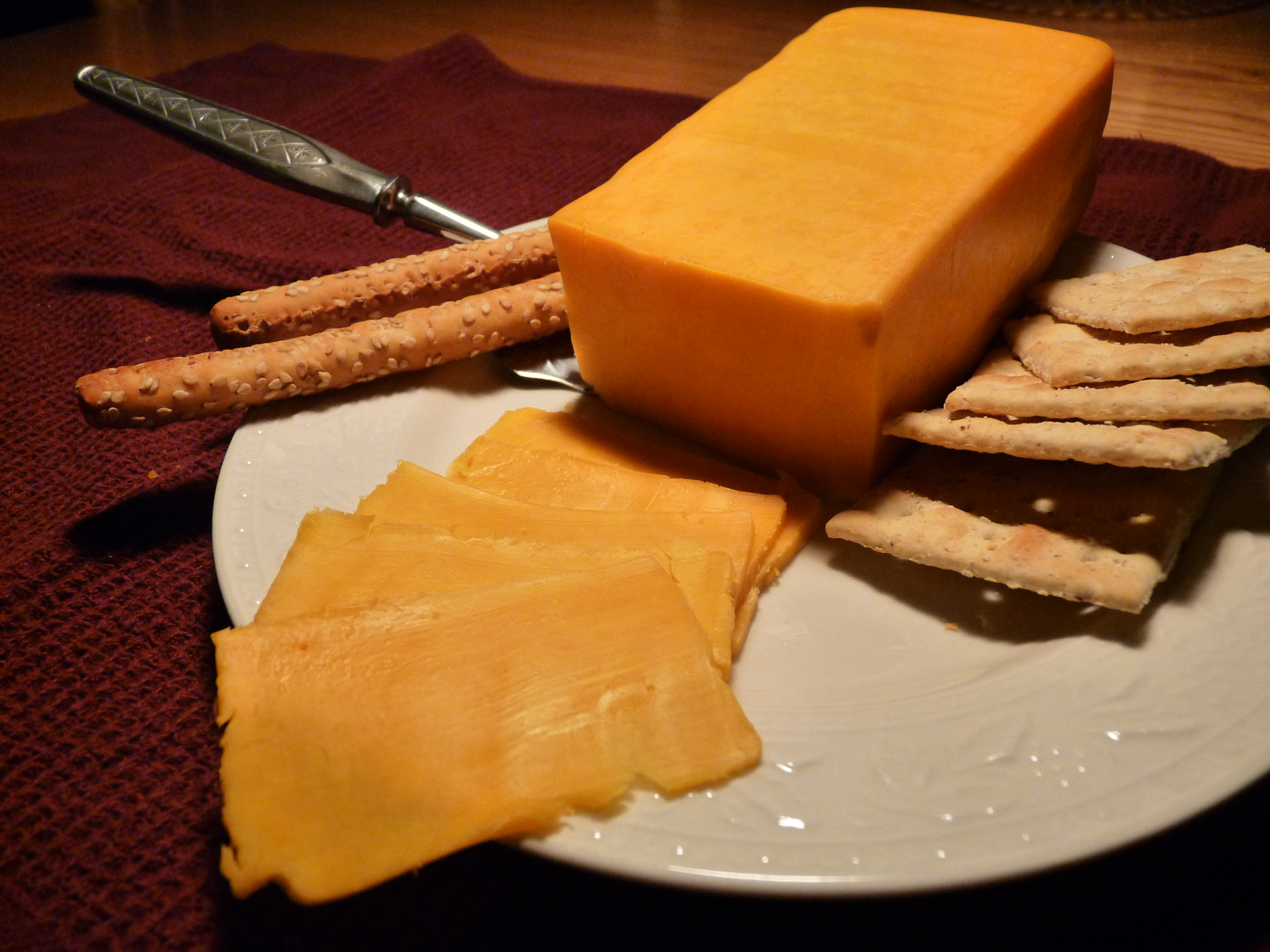
考爾比芝士

考爾比芝士產自美國威斯康辛州，是一種工廠製大規模生產的芝士。考爾比芝士與車打芝士相似，只是質地較軟、較稀疏。